# Degerfors Idrottsförening
O Degerfors Idrottsförening, vulgarmente conhecido como Degerfors IF ou simplesmente Degerfors ( PRONÚNCIA), é um clube de futebol da Suécia, sediado na cidade de Degerfors, no centro do país.

As cores do clube são: camisola (br: camiseta) vermelha, calção branco e meias brancas.

Disputa os seus jogos em casa no estádio Stora Valla, com capacidade para 5 800 pessoas.

O clube foi fundado em 1907.

Tem no futebol a sua atividade mais emblemática.                                                                             

Participou pela primeira vez no Campeonato Sueco de Futebol (Allsvenskan) em 1938/39.                          

Atualmente (2025) disputa o Allsvenskan, a primeira divisão de futebol da Suécia.                                

## Treinadores

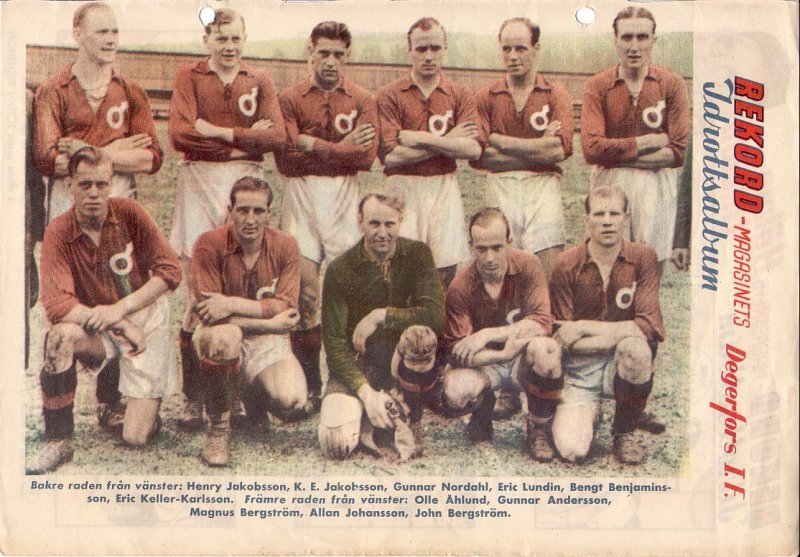
Degerfors 42–43 Allsvenskan elenco com Gunnar Nordahl.

## Títulos
- Copa da Suécia: 1

(1992/93).

## Números Retirados
12 – Torcedores